# Badi
Badi (kinesiska: 巴迪) är en socken i Kina. Den ligger i provinsen Yunnan, i den sydvästra delen av landet, omkring 470 kilometer nordväst om provinshuvudstaden Kunming. Antalet invånare är 9 984. Befolkningen består av 4 174 kvinnor och 5 810 män. Barn under 15 år utgör 14,0 %, vuxna 15-64 år 78 %, och äldre över 65 år 6,0 %.
Runt Badi är det glesbefolkat, med 14 invånare per kvadratkilometer. Det finns inga andra samhällen i närheten. I omgivningarna runt Badi växer i huvudsak blandskog.
Genomsnittlig årsnederbörd är 854 millimeter. Den regnigaste månaden är juli, med i genomsnitt 233 mm nederbörd, och den torraste är november, med 3 mm nederbörd.